# 그린플러스
그린플러스(영어: GreenPlus)는 충청남도 예산군에 본사를 둔 스마트팜 기업이다.

## 역사 및 현황
1997년 알루미늄 제품 및 온실용 자재 제조를 목적으로 설립되었다.